# Brîhîdivka, Bar
Brîhîdivka (în ucraineană Бригидівка) este un sat în comuna Hodakî din raionul Bar, regiunea Vinnița, Ucraina.

## Demografie
Componența lingvistică a localității Brîhîdivka
     Ucraineană (99,06%)
     Alte limbi (0,94%)
Conform recensământului din 2001, majoritatea populației localității Brîhîdivka era vorbitoare de ucraineană (99,06%), existând în minoritate și vorbitori de alte limbi.